# Cantó de Le Gosier-1
El cantó de Le Gosier-1 era una divisió administrativa francesa situat al departament de Guadalupe a la regió de Guadalupe.

## Composició
El cantó comprenia part de la comuna de Le Gosier.

## Administració
| Període                                  | Identitat       | Partit | Qualitat |
| ---------------------------------------- | --------------- | ------ | -------- |
| 1993-                                    | Jacques Guillot | GUSR   |          |
| Les dades anteriors no són pas conegudes |                 |        |          |

## Reorganització cantonal
En la reorganització cantonal que va entrar en vigor el 2015 el cantó de Le Gosier-1 va ser suprimit.